# 철봉

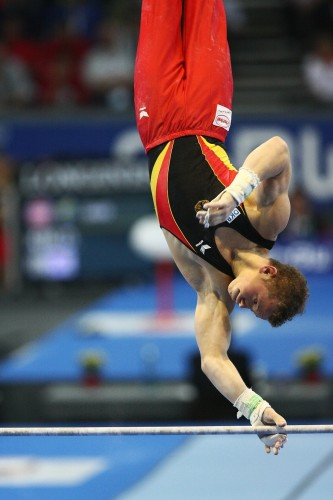
철봉

철봉(鐵棒, 영어: high bar 또는 horizontal bar)은 체조 기구의 일종이며, 그것을 사용한 체조 종목의 명칭이다. 2개의 지주 사이에 1개의 수평 철봉이 이어져 있으며 이 수평 철봉을 잡고 연기를 한다. 남자 종목으로만 실시하고 있다.

## 개요
1813년 독일의 얀이 자기가 경영하는 하젠하이데의 체조장에서 수평봉을 만들어 시작한 것이 철봉 운동이다. 매달리는 힘이 중심으로, 매달려 흔들기, 돌기 운동이 기본 동작이다. 이 운동을 하면 매달리는 힘과 팔·어깨·가슴 부위의 근육이 발달된다.
높이 250cm, 길이 240cm인 철봉에 매달려 흔들기·돌기 등의 기술을 정지하는 일 없이 계속해서 하는 운동으로 수레바퀴돌기 외에 변형 기량이나 구성 기량을 포함해야 한다.
기본 기술로는 흔들기, 다리 걸고 오르기, 앞돌기, 뒤돌기, 차오르기 등이 있다.